# Pediasia siculellus
Pediasia siculellus là một loài bướm đêm trong họ Crambidae.